# Bulbophyllum wadsworthii
Bulbophyllum wadsworthii är en orkidéart som beskrevs av Alick William Dockrill. Bulbophyllum wadsworthii ingår i släktet Bulbophyllum och familjen orkidéer. Inga underarter finns listade i Catalogue of Life.